# 艾希科爾地區議會
艾希科爾地區議會（羅馬化：Mo'atza Ezorit Eshkol）是一個位於以色列南部區、尼格夫地區西北部的地區議會。此地區議會的轄區位在阿什凯隆和贝尔谢巴兩大城之間，其西部邊界緊鄰著加薩走廊、東南部與梅哈維姆地區議會相接、東北部與尼格夫平原地區議會連接、南部則是和尼格夫高地地區議會相連。由於與加薩走廊相接的緣故，艾希科爾地區經常受到來自其的火箭、迫擊砲、燃燒風箏和氣球襲擊，造成當地農場和建築物遭受火災和破壞。

## 歷史

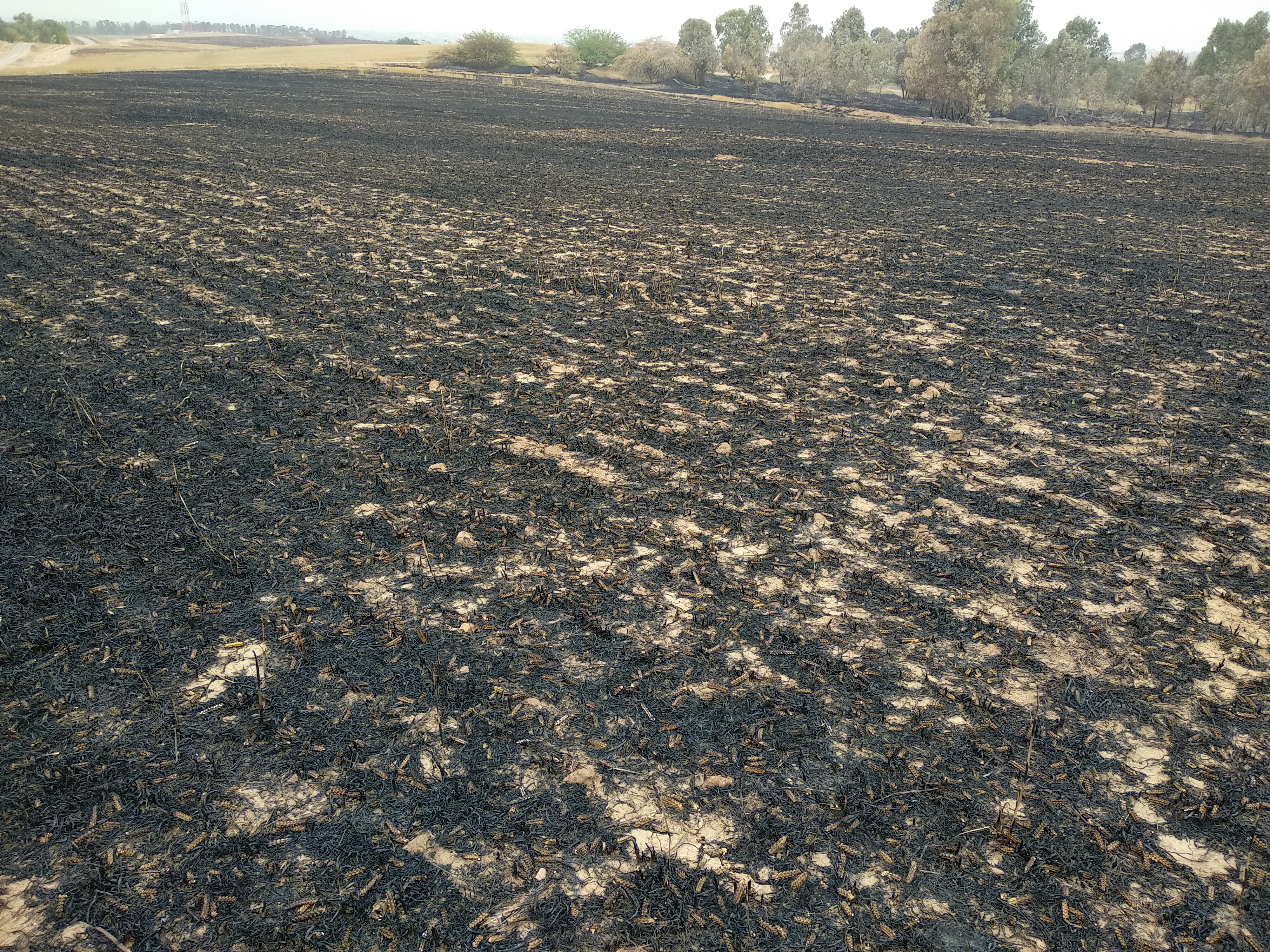
被巴勒斯坦燃燒風箏縱火過後的農田

此地區議會於1951年成立，並以其境內的聖經古城「瑪雲」（מעון / Maon）而取名做「瑪雲地區」（חבל מעון / Hevel Maon），到了1969年8月19日宣布改名成「艾希科爾地區議會」以紀念當年2月逝世的前以色列總理列维·艾希科尔。
艾希科爾地區自2000年第二次巴勒斯坦大起義之後便經常成為加薩走廊內巴勒斯坦人的攻擊目標，當地最早在2001年就有被卡桑火箭襲擊的紀錄，且攻擊的激烈度隨著2005年以色列撤离加沙和2007年哈瑪斯接管加薩等事件不斷提升。艾希科爾地區儘管被鐵穹防空系統所保護，但由於該系統通常僅限於人口稠密的地區使用，並允許其他火箭彈降落在空曠地區，因此每次火箭襲擊都會導致農場、車輛和各種外圍建築物的破壞與損失，比如在2014年加沙戰爭期間就有當地農民回報他們的農田被擊落的火箭燒毀。2014年8月26日，一枚從加薩投擲的迫擊砲落在艾希科爾地區的基布兹尼里姆，造成兩人身亡。
艾希科爾地區自2016年以來經歷了被從加薩釋放的燃燒氣球引起的一波又一波火災。火災對農場和當地基礎設施造成了大面積破壞。光是 2019年6月就發生了100多起火災，至少4,500英畝農地遭到破壞。哈瑪斯和加薩其他激進組織的這項策略被認為是一種農業恐怖主義。發生在艾希科爾地區的諸多恐怖襲擊事件也成為以色列國防軍對加薩發動數起軍事行動的理由，如鑄鉛行動（2008年~2009年）、云柱行动（2012年）、保護邊緣行動（2014年）、高牆衛士行動（2021年）等。
在2023年哈瑪斯襲擊以色列中，艾希科爾地區的多個村莊與定居點成為哈瑪斯武裝分子的攻擊目標，並造成了雷姆音樂節大屠殺、尼爾奧茲襲擊、貝埃里大屠殺、基蘇菲姆大屠殺、霍利特大屠殺、尼里姆大屠殺、艾因哈什洛沙大屠殺、迷幻鴨音樂節大屠殺等悲劇。

## 轄下村莊

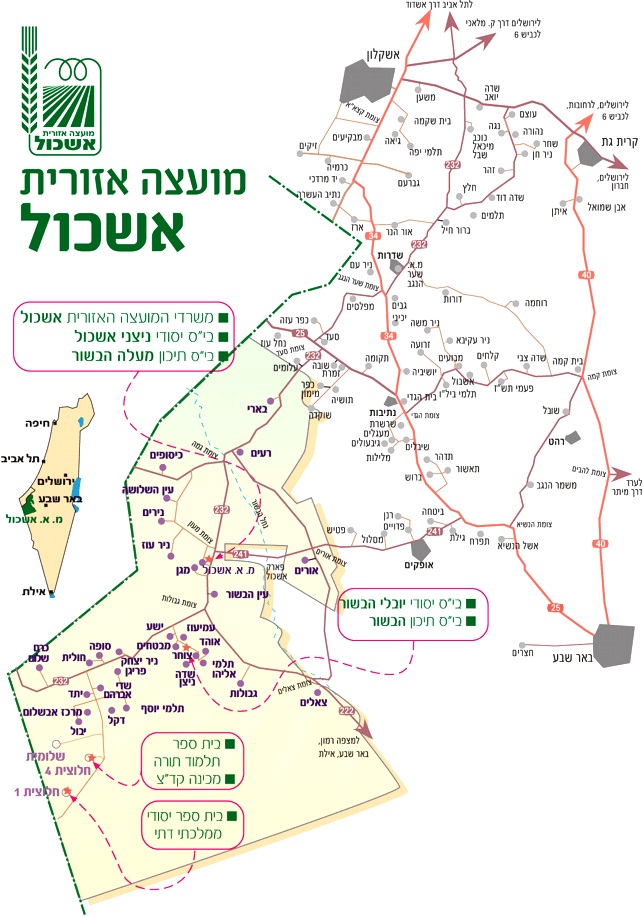
艾希科爾地區議會2011年的官方地圖

### 基布兹
- 貝埃里
- 艾因哈什洛沙
- 格夫洛特（英语：Gvulot）
- 梅根（英语：Magen, Israel）
- 尼爾奧茲
- 尼爾伊扎克
- 尼里姆
- 霍利特
- 凯里姆沙洛姆
- 基蘇菲姆
- 雷姆
- 蘇法
- 澤利姆（英语：Tze'elim）
- 烏里姆

### 莫沙夫
- 阿米奧茲（英语：Ami'oz）
- 貝內內扎里姆（英语：Bnei Netzarim）
- 德克爾（英语：Dekel）
- 艾因哈比梭（英语：Ein HaBesor）
- 米夫塔希姆（英语：Mivtahim）
- 納維（英语：Naveh, Israel）
- 奧哈德（英语：Ohad, Israel）
- 普利甘（英语：Pri Gan）
- 斯代亞伯拉罕（英语：Sdei Avraham）
- 斯德尼贊（英语：Sde Nitzan）
- 塔爾梅埃利亞胡（英语：Talmei Eliyahu）
- 塔爾梅約瑟夫（英语：Talmei Yosef）
- 亞特德（英语：Yated, Israel）
- 耶沙（英语：Yesha, Israel）
- 耶武爾（英语：Yevul）

### 公有定居點
- 阿貝沙隆（英语：Avshalom, Israel）
- 佐哈爾（英语：Tzohar）
- 什洛米特（英语：Shlomit）

## 外部連結
- 官方網站 （希伯來語）